# PSA Elite
PSA Elite é uma agremiação esportiva da cidade de Irvine, Califórnia. Atualmente disputa a SoCal Premier League.

## História
O PSA Elite ganhou notoriedade nacional ao chegar a quarta fase da Lamar Hunt U.S. Open Cup em 2014 e em 2015, sendo eliminado pelo Seattle Sounders e pelo Los Angeles Galaxy.

## Estatísticas

### Participações
|  | Participações em 2018 |

| Competição     | Competição               | Temporadas | Melhor campanha           | Estreia | Última | P | R |
| Estados Unidos | Lamar Hunt U.S. Open Cup | 4          | Quarta Fase (2014 e 2015) | 2012    | 2015   |   | – |